# Frise de la coupole de l'Institut d'astrophysique de Paris
 (août 2008).
Si vous disposez d'ouvrages ou d'articles de référence ou si vous connaissez des sites web de qualité traitant du thème abordé ici, merci de compléter l'article en donnant les références utiles à sa vérifiabilité et en les liant à la section « Notes et références ».

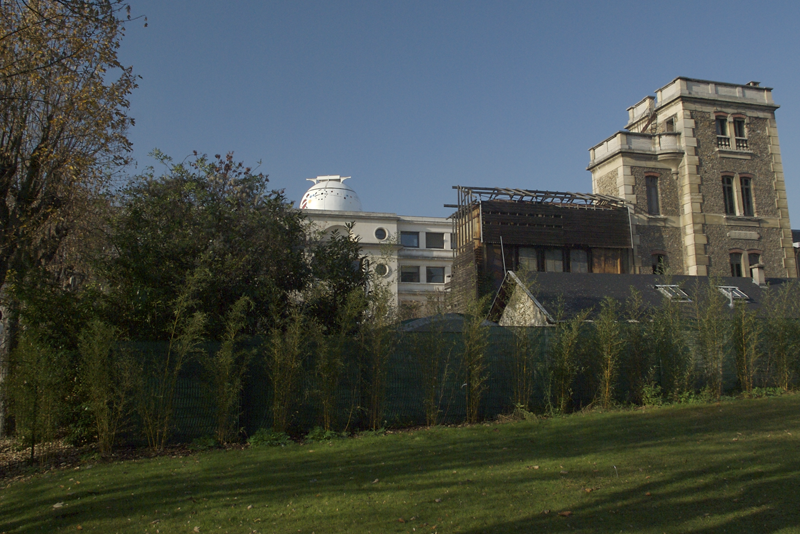
La coupole vue depuis le jardin de l'Observatoire de Paris.

La frise de la coupole de l'Institut d'astrophysique de Paris est un hommage à la quête de la connaissance de l'Homme. Elle représente diverses constantes physiques et, symboliquement, le système solaire et le temps.

## Coupole de l'Institut d'astrophysique de Paris
L'Institut d'astrophysique de Paris se trouve dans le 14e arrondissement de Paris, son entrée se trouve au 98 bis du boulevard Arago. Il s'agit d'un institut de recherche fondamentale dont le bâtiment principal est surmonté d'une coupole d'un diamètre d'environ cinq mètres. En septembre 2007, la coupole a été recouverte d'une frise.

## Description de la frise

Déroulé de la frise de la Coupole de l'Institut d'astrophysique de Paris.

La frise ornant la coupole de l'Institut d'astrophysique de Paris est un hommage à la quête de la connaissance. Elle est organisée pour une lecture de gauche à droite.
À l'extrême gauche, un homme, allongé dans l'herbe, rêve. Sa pensée (symbolisée par la bande blanche immatérielle) traverse la matière pour atteindre la connaissance. La constante de gravitation universelle G (6,674 2 × 10−11 m3 kg−1 s−2) a ici deux significations. D'abord elle met en avant la capacité de l'être humain à s'arracher à l'attraction terrestre par la pensée. Elle indique aussi l'état de connaissance imparfait de l'être humain : G est une constante expérimentale connue avec une précision assez faible en regard des autres constantes physiques. Un peu plus loin, pi (3,141 592 653 897 93) est une des premières constantes connues et utilisées dans la science et la technologie humaine. Sa valeur ne peut être entraperçue que par une suite sans fin de chiffres. Pi se situe autour du cercle du Soleil, lui-même escorté par les planètes du système solaire.
Au centre, une horloge délimite les deux parties de la frise. Cette horloge est également une représentation schématique du système solaire. Le point central est le Soleil alors que chaque partie du contour symbolise une planète ou la ceinture d'astéroïdes. C'est une représentation inhabituelle qui met en exergue la capacité de l'homme à créer des symboles de façon arbitraire. L'horloge représente également le temps de l'Univers, l'aiguille des minutes à l'échelle humaine (vers la gauche), l'aiguille des heures (vers la droite) à l'échelle de l'infiniment grand mais aussi de l'infiniment petit. C'est ce que symbolise la constante de structure fine (7,297 352 537 6 × 10−3) et la représentation schématique d'un atome.
La pensée humaine est toujours présente et s'abstrait dans la forme jusqu'à la ligne. La ligne est alors associée à la lumière et à son universalité. La connaissance s'est perfectionnée, comme le montre la valeur de la vitesse de la lumière dans le vide (299 792 458 m s−1), celle-ci étant la seule constante connue avec une précision absolue.
Finalement, une des lignes s'échappe du carcan de la frise comme pour signifier que l'abstraction et la quête de connaissance de l'être humain s'affranchissent de tout obstacle...
Trois symboles à l'extrême droite sont la signature des auteurs.

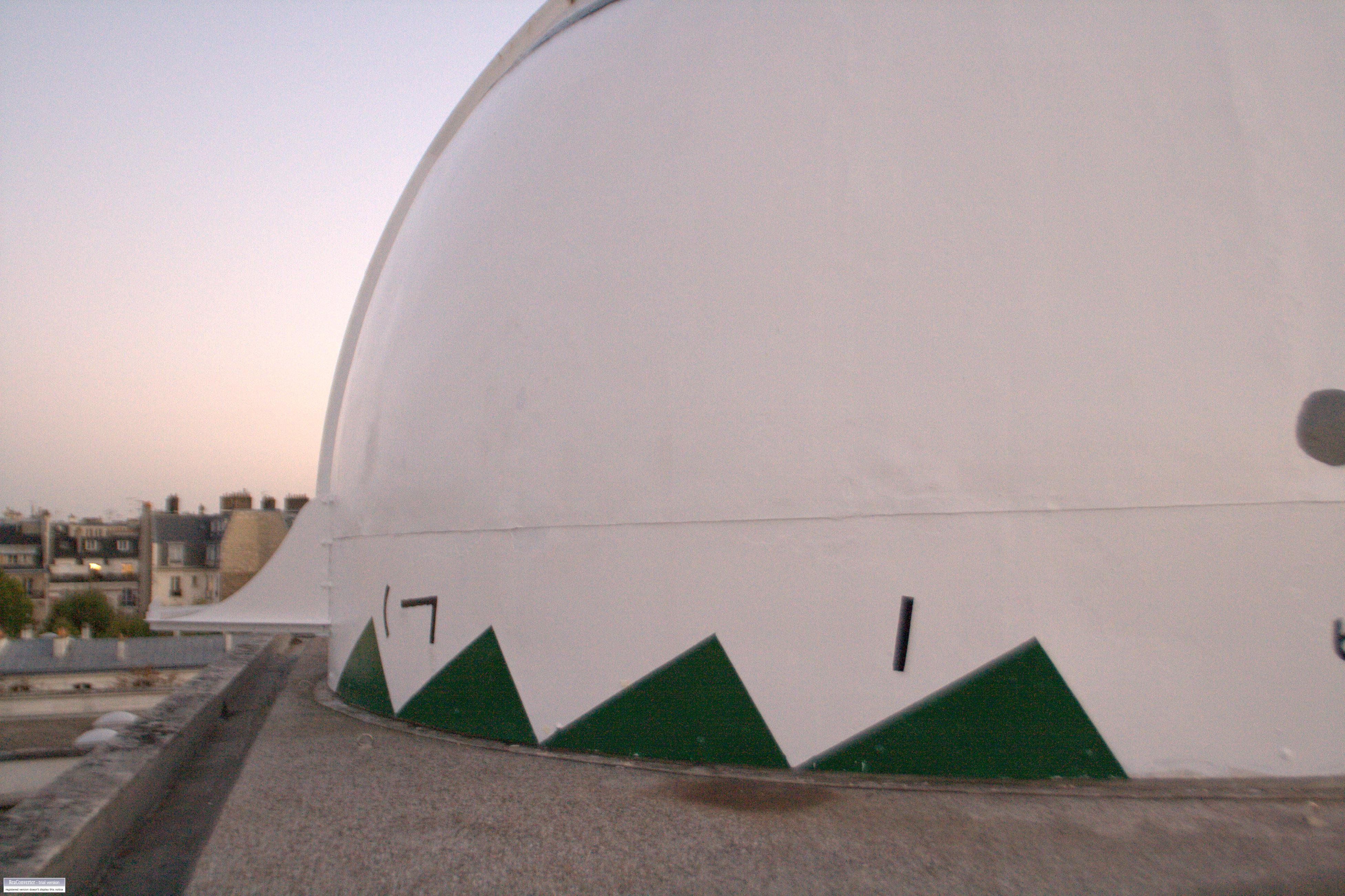
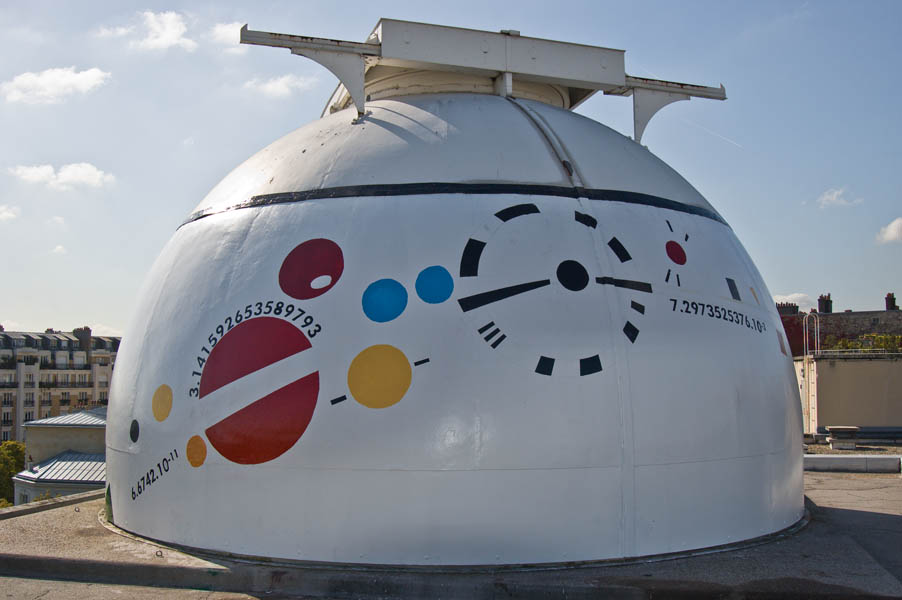
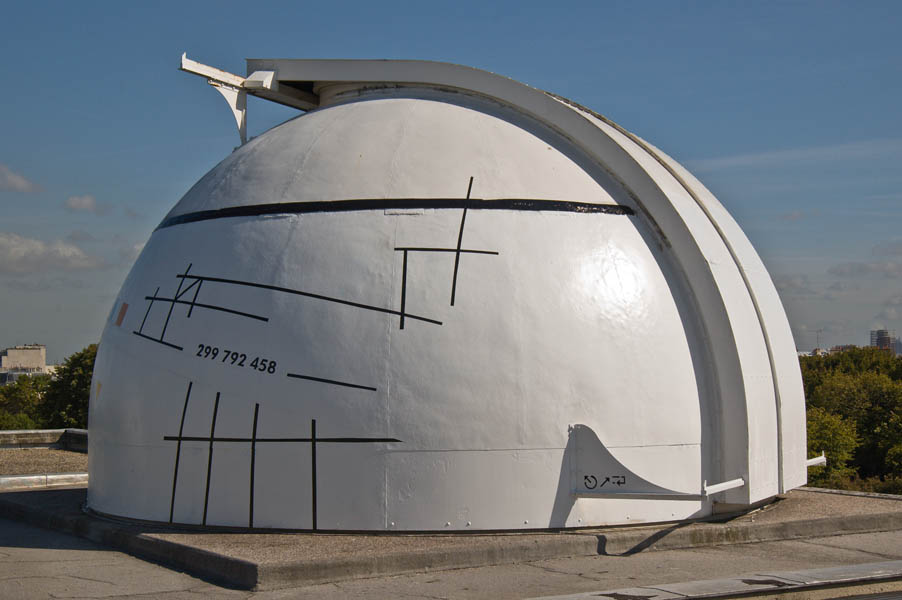